# HRC (voetbalclub)
De Heldersche Racing Club, kortweg HRC, was een voetbalclub uit de Noord-Hollandse stad Den Helder. De club werd uit een fusie opgericht op 18 mei 1920. De clubkleuren waren rood en wit. De club speelde haar thuiswedstrijden eerst aan de Sportlaan en later op De Streepjesberg. Tussen de jaren 20 en de jaren 50 kwam HRC in totaal zestien seizoenen uit in de Tweede klasse, destijds het tweede niveau van het Nederlands voetbal. Na de introductie van het betaald voetbal in 1954, kwamen de Roodjakken nog 11 seizoenen uit op het hoogste amateurniveau, waarna diverse degradaties en promoties elkaar opvolgden. Door het behaalde succes en de imponerende hoofdtribune wist HRC decennialang talentvolle voetballers uit de Kop van Noord-Holland aan zich te binden, totdat de club tegen het einde van de jaren negentig een sportieve neergang kende.
In 2001 ging de club een fusie aan met HFC Helder. De nieuwe fusieclub ging verder onder de naam FC Den Helder.

## Geschiedenis

### Ontstaan van de club

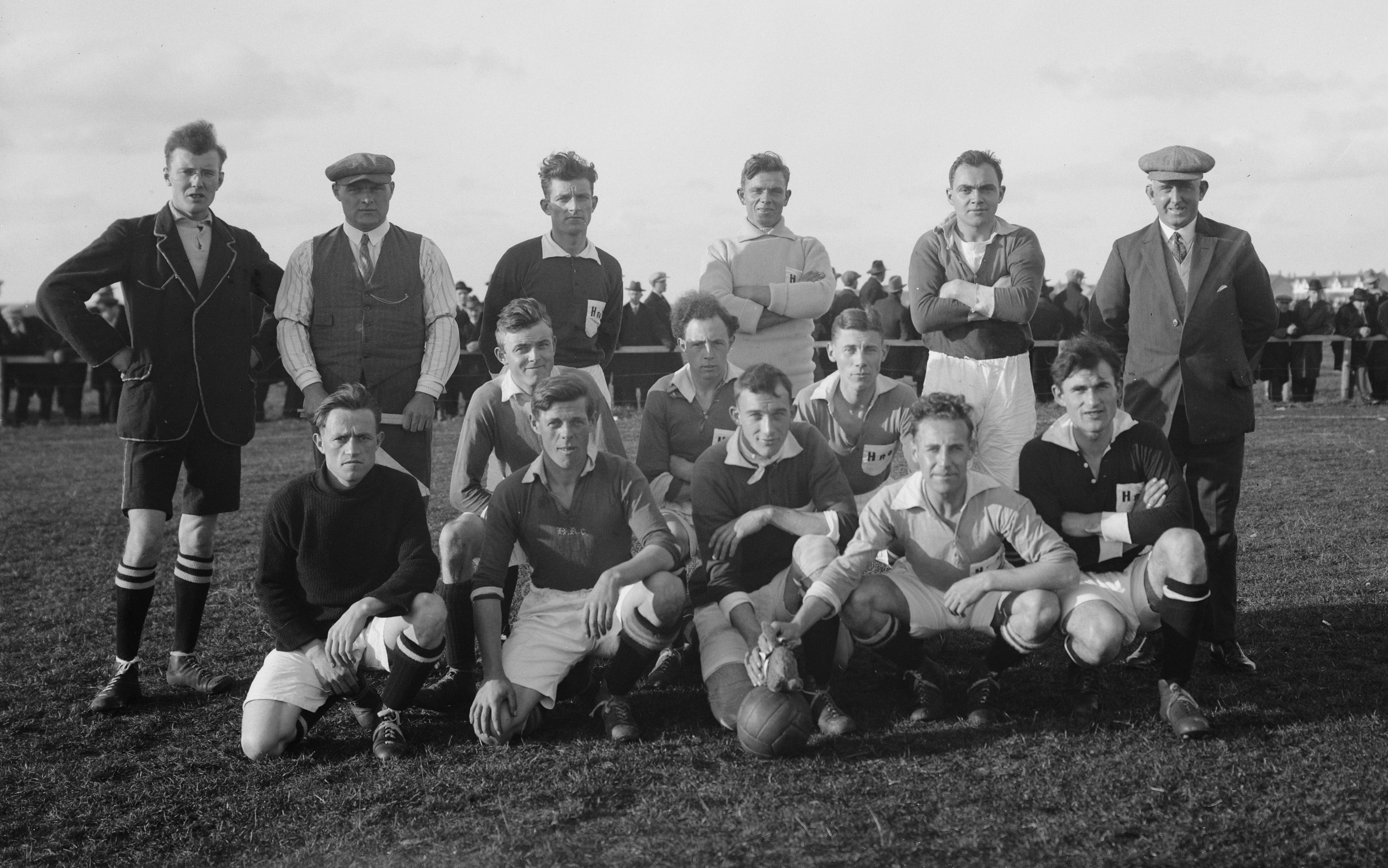
Elftalfoto van HRC in 1930.

Op 18 mei 1920 werd op een dinsdagavond in het Algemeen Militair Tehuis in de Spoorstraat te Den Helder een gecombineerde bestuursvergadering gehouden van de verenigingen NWD (voorheen Concordiaan), VV Victori en Sportclub, om te komen tot oprichting van een nieuwe vereniging, om naast HFC Helder nog een grote vereniging te krijgen, waarvan verwacht mocht worden dat zij in staat zou zijn binnen korte tijd naar de competities van de NVB te promoveren, waardoor vanzelf het Helderse voetbalpeil en ook de interesse groter zou worden. Weliswaar bestonden er in Den Helder een legio clubs, maar in haast geen van heen zat toentertijd perspectief voor grootse sportprestaties. Het resultaat van deze vergadering was dat tot fusie besloten werd en alzo ontstond de Heldersche Racing Club, met als de eerste bestuursleden C.S. Fasol als voorzitter, J.B. Keppel als secretaris, B.Gastelaar en J.Augustijn als commissarissen. De beoefening en de belangstelling voor de voetbalsport begon in Den Helder gaandeweg toe te nemen. Voor vermaak kon de Helderse voetballiefhebber 's zondags toentertijd kiezen uit de twee grote clubs: HFC Helder en HRC.

### Eerste successen (1920-1940)
Toegewijde spelers en stoere werkers in het bestuur hebben bewerkstelligd dat de club van de Roodjakken een grote, sterke en hechte organisatie werd. De eerste jaren zat er groeikracht in HRC, de organisatie was gezond en geleidelijk aan kwam de vereniging naar boven. In 1921 werd de voorzitter C.S. Fasol opgevolgd door Jan Thijssen, die met ijzeren discipline HRC naar hoogten te stuwen. In het seizoen 1921/22 werd de Eerste klasse van de NHVB gewonnen. In de strijd om het Noordhollands kampioenschap tegen de andere NHVB-kampioenen werd HRC tweede achter OSV. In het seizoen 1924/25 ging de strijd om de eerste plaats en promotie naar de Tweede klasse tussen HRC en rivaal HFC. Na een nek-aan-nek-race werd de laatste wedstrijd uit tegen de hekkensluiter AVV Swift met 5-3 verloren, waardoor de competitie gewonnen werd door HFC Helder. Wel won H.R.C. dat seizoen de Rauchbeker. De finale in Wormerveer tegen WFC bracht de Racers een 1-0 zege op. Het reserve-elftal won in het seizoen 1924/25 het afdelingskampioenschap van de Eerste klasse NHVB en werd, na het winnen van de kampioenscompetitie, algeheel Noord-Hollands kampioen.
In het toernooi om de NVB beker in het seizoen 1925/26 schakelden de Roodjakken AFC Ajax uit in de derde ronde na een 2-0 overwinning. Het elftal dat in 1927 de Tweede Klasse bereikte was als volgt: W. Goudswaart, Jan Augusteijn en Hoenderdos; Smit, P.Goudswaart en Luyt, alsmede Kapteyn, Rijkers, Beneker, Selderbeek en Bouke Prins. Het succes van die dagen was vanzelf te danken aan deze elf, maar ook aan het actieve bestuur en de in de eerste plaats wel aan John Leavey, de Britse hoofdtrainer die in 1926 werd aangetrokken van PSV uit Eindhoven.
In het seizoen 1926/27 van de KNVB beker werd HRC met 1-4 uitgeschakeld tegen Sparta Rotterdam in de derde ronde. Een ronde eerder werd er met 6-3 gewonnen van de Amsterdamsche Football Club.
In 1928 vertrok Leavey naar SV Gouda en werd opgevolgd door James McPherson. Het eerste jaar in de Tweede Klasse was niet zo denderend, maar het seizoen 1928/29 werd zowaar de tweede plaats bezet met drie punten verschil achter AVV Zeeburgia. In 1929 werd de Engelsman James Moore door het bestuur aangesteld als oefenmeester, die voordien trainer was van NAC Breda. Al zo'n zeven jaren na oprichting werd HRC een gevreesde tweedeklasser en maakte tweemaal een kans op de eerste plaats, mede dankzij de aanwezigheid van de sleutelspelers Joop Sanders, De Jong, Picard, Roomeijer, Dissel en Gerrit Stolk in de gelederen. Bij het 10-jarig jubileum werd de ambitie uitgesproken op zo spoedig mogelijk eersteklasser te worden. De tien spelers die meer dan 100 wedstrijden hadden gespeeld, werden met een zilveren sigarettenkoker bedankt. In mei 1932 werden met Joop Sanders en Kaptein twee HRC-spelers opgenomen in het Noordhollands voetbalelftal. Anno 1933 werd HRC getraind door Herman Reitsma, die eerder speler was en eveneens de bondscoach was van het NHVB bondselftal. Reitsma vertrok echter in 1935 naar de Helderse rivaal HFC Helder.
Racing hield het geruime tijd vol in de Tweede Klasse en men had het enige jaren zonder Leavey geprobeerd, maar toen de degradatie in 1934 een feit was, werd door het bestuur onder leiding van voorzitter Jan Thijssen besloten de Britse oefenmeester voor een tweede periode terug te halen. De invloed van de teruggekeerde trainer Leavey was voelbaar. Het gevolg was dat HRC reeds het tweede jaar in de Derde Klasse met succes bekroond zag en wederom in 1936 naar de Tweede Klasse promoveerde in de plaats van Kinheim. De aanvallers Joop Sanders en Frans Zymni ontpopten zich tot sterspelers. Nadat scheidsrechter Van den Burg had afgefloten stormden 500 supporters, die HRC in de uitwedstrijd vergezeld hadden, het veld op en namen de spelers op de schouders. Wat volgde was een Helderse invasie bij de eerste huldiging in het centrum van Beverwijk en daarna een lange colonne van ruim twintig voertuigen met de spelersbus voorop. Door de rijdende file richting Den Helder hadden veel Noord-Hollanders vernomen van HRC's victorie. Eenmaal in Den Helder aangekomen volgde een rondgang door de stad, waar een overweldigende mensenmassa zich hadden verzameld. De feestmars trok met het Stedelijk Muziekcorps door de straten en men zong: ,,Van je ras, ras, ras, Racing 1 is tweede klas!" of ,,Racing is tweede klas, omdat er in de derde geen plaats meer was!" Datzelfde seizoen 1936/37 behaalde HRC eveneens de kwartfinale van de NVB beker.
Op 24 april 1938 speelde HRC in de derde bekerronde tegen een volledig AFC Ajax, dat met de voetballers Gerrit Keizer, Dick Been, Wim Anderiesen, Jan Schubert, Henk Blomvliet en Piet van Reenen zes spelers had die al eens voor het Nederlands elftal waren opgeroepen. Slechts eenmaal kon de Amsterdamse voorhoede de keeper Dijkshoorn passeren, maar HRC gaf keurig partij en wist een 0-1 achterstand om te zetten naar een 3-1 winst waardoor Ajax vroegtijdig uitgeschakeld werd voor de KNVB beker 1937/38. Ajacied en spil van het Nederlands elftal Wim Anderiesen verklaarde na afloop van de wedstrijd: ,,De overwinning heeft HRC aan haar enthousiaste en doorzttende spel te danken." In 1939 maakte reservedoelman Jos Dukers de overstap naar SC Emma, waarmee hij als basisspeler in 1941 ongeslagen promoveerde naar de hoogste voetbalafdeling in Nederland.

### Oorlogsperiode (1940-1945)
Tijdens de Tweede Wereldoorlog begonnen de jaren veertig ook voor HRC met een trieste periode. Aanvankelijk brak er weer een bloei-periode aan voor Rood-Wit. Toen in het seizoen 1939/40 de noodcompetitie werd afgebroken door de oorlog, had HRC met 7 punten voorsprong op ZFC de leiding in haar afdeling. Ook enige Derde klasseclubs namen aan deze competitie deel en vooral de wedstrijd tegen HFC Helder (1-0 winst) droeg een spannend karakter. John Leavey, die nog steeds trainer was, moest in 1940 als Brits onderdaan vluchten naar zijn thuisland. De oorlogsperiode was voor HRC bijzonder wreed. Het kwam regelmatig voor dat de club niet over alle spelers kon beschikken en mede door het oorlogsgeweld in Den Helder kon er zelfs het seizoen 1940/41 niet gespeeld worden. Het volgende seizoen 1941/42 was HRC noodgedwongen weer verplicht te gaan voetballen. Het werd een zwart jaar voor HRC, want zowel het eerste als het tweede elftal degradeerden een klasse lager. Met het oog op evacuatie en andere oorlogsmoeilijkheden, riep de NVB een jaar later een maatregel uit, dat de clubs niet konden degraderen. Omdat een jaar tevoren toen maar enkele clubs met dit euvel te doen hadden, zoals de clubs uit Vlissingen en Den Helder, bleek dat niet nodig. HRC werd daar de dupe van.
In het seizoen 1942/43 werd de tweede plaats bereikt achter Zaandijk. De Roodjakken hadden lange tijd pech met afwezige spelers en vooral het vertrek van routinier Joop Sanders viel te betreuren. Na het seizoen 1942/43 legde Jan Thijssen zijn taak als voorzitter neer. Hij werd opgevolgd door bestuurslid R.P. De Boer en werd door deze benoemd tot erevoorzitter.
Vanaf 1944 beschikt de HRC-aanhang over een eigen orkest ter grootte van niet minder dan 12 personen, dat tijdens de wedstrijden speelt.

### Wederopbouw (1945-1954)

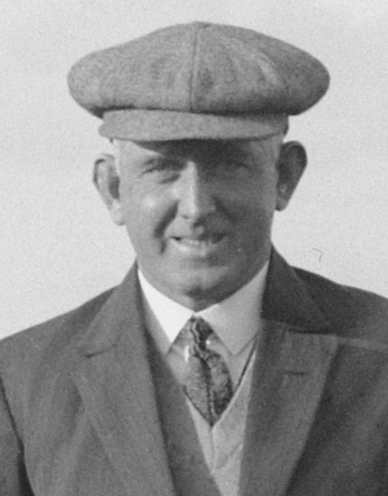
Oud PSV-trainer John Leavey, meer dan veertien jaar in dienst als succesvol hoofdtrainer van HRC.

Na de oorlog speelde HRC weer een eerste wedstrijd. In november 1945 keerde John Leavey terug uit Engeland en onder zijn leiding werd in 1946 weer het kampioenschap van de Derde Klasse behaald. Sterkhouder in de selectie was de linksbuiten Dissel. Dat seizoen werd een grote overwinning geboekt in de Heldersche derby tegen HFC Helder, dat door Racing met 8-1 gewonnen werd. Leavey boekte ook in 1946 succes door met het tweede elftal van HRC kampioen te worden. Het leek er weer op dat HRC 1 de Tweede klasse zou bereiken. Hoewel slechts één wedstrijd werd verloren in de promotie/degradatiecompetitie, promoveerde HRC in 1947 toch niet. Er waren enige noodzakelijke veranderingen nodig in het elftal van Leavey, met het gevolg een minder goed seizoen 1947/48. Doelman Piet Lingbeek werd in maart 1949 opgeroepen bij de voorselectie van Jong Oranje.
Een van de oudste voetbaltoernooien van Nederland, het Kaasstadtoernooi, wordt jaarlijks gespeeld in Alkmaar. HRC was in 1950 de eerste winnaar van dit toernooi.
Na in totaal meer dan veertien jaar oefenmeester van HRC te zijn geweest verliet Leavey in juni 1952 de club om zich weer in Engeland te vestigen. Hij werd opgevolgd door de Piet van de Munnik, die als trainer overkwam van sc Heerenveen. Van de Munnik bleef 8 jaar actief in die hoedanigheid. Jan ten Braak maakte in 1957 namens HRC deel uit van de selectie van het Nederlands amateurvoetbalelftal, nadat hij eerder in 1951 al in het Noord-Hollands voetbalelftal uitkwam.
Arie Otten volgde in 1960 Van de Munnik op en wist met het eerste elftal de Eerste klasse te bereiken, waarin HRC vervolgens goed in mee kon. Aan de zakelijke verlangers die de oefenmeester stelde, kon HRC in 1962 niet voldoen, waarna de hoofdtrainer vertrok naar de betaaldvoetbalclub VV Zwartemeer en de HRC-rechtsmidden Joop Boltendal meenam.
Het clublied van HRC, dat door het publiek uit volle borst werd gezongen, was HRC gaat nooit verloren / Rood en Wit staat bovenaan.
In de jaren zestig kwam de zaalvoetbalsport op. Om te voorkomen dat hun voetballers zich bij concurrerende verenigingen gingen spreiden, startte HRC als een van de eerste veldclubs een zaalvoetbaltak. Met HRC als pionier werd de Kop van Noord-Holland de bakermat van het nationale zaalvoetbal.
In 1963 kwam drievoudig international Joop van der Maas van het Nederlands zaterdagelftal de roodjakken versterken. HRC-speler Willem Roomeijer maakte in 1969 de overstap naar AZ '67, waar hij uiteindelijk tot 1971 twee seizoenen in het B-team speelde.
De Roodjakken presteerden al het hele seizoen 1983/84 moeizaam in de Vierde klasse maar in de finale van het Helders stadskampioenschap was het wel HRC dat uit tegen SV Watervogels de 1-2 winst pakte. Willem Oele opende de score en zag zijn teamgenoot Winfried Vilt de voorsprong verdubbelen.
In 1987 werd Hans de Vries overgenomen van FC Volendam, waarna een jaar later ook Marcel Veerman hem achterna kwam.
In de zomer van 1991 versterkte HRC zich met Ron Schreuder die overkwam van FC Wageningen, na eerder voor SC Heerenveen te hebben gevoetbald.
Tijdens de zomerperiode van 1992 trok Racing uit heel Noord-Holland speler en sponsors aan en kwam een fors budget voor het eerste team beschikbaar. Gert-Jan Duif kwam over van AZ en Jeffrey Androg kwam in 1993 van FC Emmen.
Tijdens een wedstrijd tussen HRC en SVVH in het seizoen 1999/00, maakte Pol van Boekel zijn debuut als scheidsrechter in het Nederlands voetbal.

## Stamboom
|  |  | NWD (Concordiaan) (1919) | NWD (Concordiaan) (1919) | NWD (Concordiaan) (1919) | NWD (Concordiaan) (1919) | NWD (Concordiaan) (1919) | NWD (Concordiaan) (1919) |                   |  | VV Victori (aug 1915) | VV Victori (aug 1915) | VV Victori (aug 1915) | VV Victori (aug 1915) | VV Victori (aug 1915) | VV Victori (aug 1915) |  |  | Sportclub (aug 1915) | Sportclub (aug 1915) | Sportclub (aug 1915) | Sportclub (aug 1915) | Sportclub (aug 1915) | Sportclub (aug 1915) |  |  |  |  |  |  |  |  |  |  |  |  |  |  |  |  |
|  |  | NWD (Concordiaan) (1919) | NWD (Concordiaan) (1919) | NWD (Concordiaan) (1919) | NWD (Concordiaan) (1919) | NWD (Concordiaan) (1919) | NWD (Concordiaan) (1919) |                   |  | VV Victori (aug 1915) | VV Victori (aug 1915) | VV Victori (aug 1915) | VV Victori (aug 1915) | VV Victori (aug 1915) | VV Victori (aug 1915) |  |  | Sportclub (aug 1915) | Sportclub (aug 1915) | Sportclub (aug 1915) | Sportclub (aug 1915) | Sportclub (aug 1915) | Sportclub (aug 1915) |  |  |  |  |  |  |  |  |  |  |  |  |  |  |  |  |
|  |  |                          |                          |                          |                          |                          |                          |                   |  |                       |                       |                       |                       |                       |                       |  |  |                      |                      |                      |                      |                      |                      |  |  |  |  |  |  |  |  |  |  |  |  |  |  |  |  |
|  |  |                          |                          |                          |                          |                          |                          |                   |  |                       |                       |                       |                       |                       |                       |  |  |                      |                      |                      |                      |                      |                      |  |  |  |  |  |  |  |  |  |  |  |  |  |  |  |  |
|  |  |                          |                          |                          |                          |                          |                          | HRC (18 mei 1920) |  |                       |                       |                       |                       |                       |                       |  |  |                      |                      |                      |                      |                      |                      |  |  |  |  |  |  |  |  |  |  |  |  |  |  |  |  |

## Competitieresultaten 1921–2001
| 2 2A |

| 1 1B |

| 4 3A |

| 3 3A |

| 2 3A |

| 2 3A |

| 1 3A |

| 8 2A |

| 2 2A |

| 3 2A |

| 6 2A |

| 5 2A |

| 4 2A |

| 10 2A |

| 3 3A |

| 1 3A |

| 3 2B |

| 9 2A |

| 4 2A |

| 1 B |

|  |

| 11 2A |

| 2 3A |

| 7 3A |

|  |

| 1 3C |

| 4 3D |

| 2 3B |

| 2 3B |

| 1 3A |

| 5 2B |

| 7 2B |

| 8 2A |

| 7 2A |

| 3 2B |

| 6 1A |

| 11 1A |

| 3 2A |

| 2 2B |

| 5 2A |

| 1 2A |

| 2 1A |

| 5 1A |

| 9 1A |

| 10 1A |

| 10 1A |

| 11 1A |

| 7 1A |

| 7 1A |

| 12 1A |

| 7 2A |

| 12 2A |

| 9 2A |

| 7 2A |

| 4 2A |

| 6 2A |

| 9 2A |

| 8 2A |

| 11 2A |

| 9 3A |

| 8 3A |

| 12 3A |

| 5 4A |

| 7 4A |

| 2 4A |

| 1 4A |

| 9 3A |

| 6 3A |

| 1 3A |

| 6 2A |

| 2 2A |

| 2 2A |

| 4 1A |

| 7 1A |

| 2 1A |

| 5 1A |

| 10 1A |

| 10 2A |

| 12 3A |

| 4 4A |

| 11 4A |

| Eerste klasse | Tweede klasse | Derde klasse | Vierde klasse | Noodcompetitie | Eerste klasse NHVB | Tweede klasse NHVB |

In elke staaf van de grafiek staat van boven naar beneden vermeld: 
- Eindnotering

Dit is de positie die de club heeft bereikt in de competitie, zonder eventuele beslissings-, play-off- of nacompetitiewedstrijden die nodig zijn geweest om bijvoorbeeld de kampioen van de competitie te bepalen.
Indien een * achter het getal staat is de notering een tussenstand en kan het zijn dat de notering niet overeenkomt met de uiteindelijke eindstand van de competitie.
Staat er een - dan is het seizoen nog bezig en is er geen definitieve uitslag bekend.
Staat er xx op de positie van de notering, dan heeft de club vroegtijdig de competitie verlaten. Dit kan onder andere komen door terugtrekking van het team, faillissement van de club of door een uitgedeelde straf van de KNVB. In veel gevallen staat elders in het artikel de reden vermeld.
Staat er een ? dan is het resultaat uit het verleden onbekend, en is alleen de competitie of het niveau bekend van dat seizoen.
In de seizoenen 2019/20 en 2020/21 werd wegens de coronacrisis het amateurvoetbal afgebroken. Daardoor kennen deze staven geen eindklassering (middels -- weergegeven).
- Competitieniveau en afdelingsletter of Officiële eindstand Eredivisie
  - Competitieniveau en afdelingsletter

Hierbij geeft het getal het niveau weer, dat ook terug te vinden is in de legenda. De letter is de afdelingsaanduiding en wordt gebruikt wanneer er meer afdelingen zijn op hetzelfde niveau. De afdelingsletter is altijd een hoofdletter en wordt meestal zonder nummer gebruikt.
Voorbeeld: 2F is niveau 2e klasse competitie F.
Het competitieniveau en nummer wordt niet vermeld wanneer er slechts één competitie van dit niveau was.
  - Officiële eindstand Eredivisie (getal staat tussen haakjes vermeld)

Sinds de introductie van play-offwedstrijden voor Europees voetbal na afloop van de reguliere competitie in 2005/06, is de KNVB verplicht een eindstand van de Eredivisie door te geven aan de UEFA aan de hand van deze play-offwedstrijden.
Bij deze eindstand staan clubs die zich hebben gekwalificeerd voor Europees voetbal hoger dan clubs die zich niet wisten te kwalificeren. Indien er geen verschil was tussen de eindnotering en de officiële eindstand, staat dit getal niet vermeld.

- Onderafdeling

Hier staat afgekort de naam van de onderafdeling indien de club in dat jaar in een onderafdeling uitkwam. Tevens staat deze afkorting in de legenda en wordt gelinkt naar het artikel over deze onderafdeling. Deze afkorting wordt alleen vermeld wanneer de club in het verleden in verschillende onderafdelingen heeft gespeeld. Deze vermelding is in de staaf altijd in kleine letters. Deze onderafdelingen zijn na het seizoen 1995/96 afgeschaft. Heeft de club in slechts één onderafdeling gespeeld, dan is dit alleen terug te vinden in de legenda.
Onder de staaf staat het jaartal vermeld waarin het seizoen is afgesloten. 15 verwijst naar het seizoen 2014/15 of eventueel het seizoen 1914/15.
Wanneer een staaf leeg is, zijn deze gegevens niet bekend. Het kan ook zijn dat de club dat seizoen niet heeft meegespeeld op het hogere amateurniveau, vroegtijdig de competitie heeft verlaten of uit de competitie is gezet.

In het seizoen 1944/45 was er wegens de Tweede Wereldoorlog geen regulier competitievoetbal.

## Erelijst
| Competitie                                 | Winnaar | Winnaar                      | Runner up | Runner up                    |
| Competitie                                 | Aantal  | Jaren                        | Aantal    | Jaren                        |
| ------------------------------------------ | ------- | ---------------------------- | --------- | ---------------------------- |
| Koninklijke Nederlandse Voetbalbond (KNVB) |         |                              |           |                              |
| Eerste Klasse                              | -       | -                            | 2×        | 1962, 1995                   |
| Tweede Klasse                              | 1×      | 1961                         | 4×        | 1929, 1959, 1991, 1992       |
| Derde Klasse                               | 5×      | 1927, 1936, 1946, 1950, 1989 | 5×        | 1925, 1926, 1943, 1948, 1949 |
| Vierde Klasse                              | 1×      | 1986                         | 1×        | 1985                         |
| Noordhollandsche Voetbalbond (NHVB)        |         |                              |           |                              |
| Noordhollands kampioenschap                | 1×      | 1935¹                        | 1x        | 1922                         |
| Rauchbeker                                 | 2x      | 1925, 1926                   | 3×        | 1923, 1929, 1939             |
| Gouden Kruis                               | 2x      | 1922, 1933                   | 1×        | 1921                         |
| Eerste klasse                              | 1×      | 1922                         |           |                              |
| Tweede klasse                              |         |                              | 1×        | 1921                         |
| Heldersche Voetbalbond (HVB)               |         |                              |           |                              |
| Helders kampioenschap                      | 1×      | 1984                         |           |                              |
| Vriendschappelijk                          |         |                              |           |                              |
| Kaasstadtoernooi                           | 1×      | 1950                         |           |                              |

¹ Gewonnen door een reserve-elftal van HRC.

## Jeugdafdeling
In 1923 werd op initiatief van Dhr. Vlam het adspritanten instituut van HRC opgericht. In 1930 en 1935 werden de A-adspritanten kampioen van hun afdeling.

## Sportpark De Streepjesberg

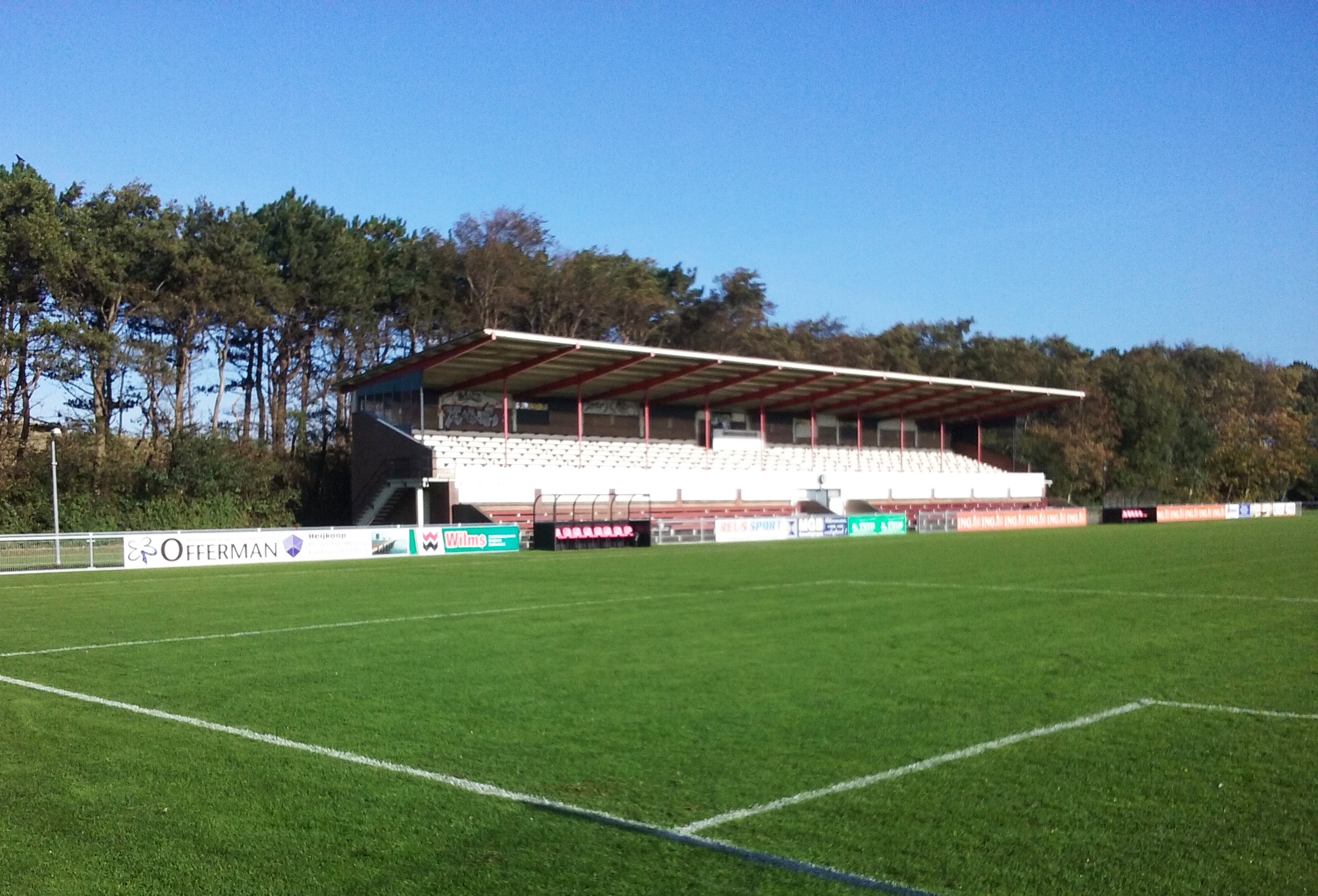
De Steef Boersematribune op De Streepjesberg.

Het meest opvallende terrein van HRC was het Racing-terrein op De Streepjesberg, waar men de grote overdekte tribune in Engelse stijl langs het hoofdveld kon vinden: de Steef Boersema tribune. HRC speelde op dit terrein vanaf september 1955. Dit bouwwerk verklaart zich omdat HRC in het historische voetbal voorheen uitkwam op het Tweede niveau van het Nederlands voetbal en destijds grote ambities had. HRC had één hoofdveld en twee bijvelden.

## Rivaliteit
HRC was lange tijd de grootste en rijkste club die bij de andere clubs in de stad de beste spelers weghaalde. Dat heeft de club door de decennia heen bepaalde keren een slechte naam opgeleverd bij de andere Helderse clubs. Toen HRC tegen het einde van de jaren negentig een sportieve neergang kende, gebeurde plots het omgekeerde en liepen de goede (jeugd)spelers weg naar andere Helderse voetbalclubs als WGW en HCSC. In 2001 ging de club een fusie aan met HFC Helder om opnieuw als fusieclub FC Den Helder de weg omhoog in te zetten.

### Rivaliteit met HFC Helder
Vanaf 1923 was HRC jarenlang in strijd met HFC Helder om de Helderse suprematie. De derby's tussen HRC en stadsgenoot HFC Helder verdeelden minimaal tweemaal per jaar Den Helder in twee kampen: HRC voor de arbeiders, HFC Helder voor de middenstand. De hoofdvelden van de twee clubs waren op Sportpark Streepjesberg hemelsbreed slechts enkele honderden meters van elkaar verwijderd. De wedloop met HRC zorgde ervoor dat er een sportieve prikkel was om de beste voetbalclub van Den Helder te willen zijn en de ander alsmaar te willen overstijgen in de voetbalpiramide van de KNVB. In het seizoen 1924/25 ging de strijd om de eerste plaats en promotie naar de Tweede klasse tussen HRC en HFC, die gewonnen werd door HFC Helder. Een memorable ontmoeting in de historie van HRC was de derby van 21 juli 1935, waarin HRC na een 3-0 achterstand alsnog een 3-4 overwinning uit het vuur wist te slepen na een beslissend doelpunt in de laatste minuut. De rivaliteit kreeg een extra lading nadat de clubs elkaar ervan verdachten spelers te ronselen. De Helderse wedloop leek in het seizoen 1955/56 definitief te worden beslist in het voordeel van HRC, wanneer deze promoveerde naar de Eerste klasse, terwijl HFC Helder degradeerde. Over de Heldersche derby schreef de Heldersche Courant in november 1945:

22 jonge mannen, zullen elkaar op echte, faire wijze, gedurende 90 minuten het voetballeven zuur maken. Dat de voetballers er in mogen slagen spanning en goed voetbal te doen samengaan, opdat het publiek, dat vanzelf in groten getale opkomt, weer eens een fijne middag mag hebben, waaraan de herinnering nog lang zal blijven bestaan..

Over de verhouding tussen Helder en HRC vertelde ere-voorzitter Jan Thijssen in 1938: ,,De aanhang heeft er mijns inziens de allergrootste knoei aan gegeven dat de verhoudingen slecht geweest zijn en weer zijn. De wedstrijden tussen de eerste elftallen hebben zich, een enkele uitzondering daargelaten, altijd gekenmerkt door een bijzonder sportieven geest. H.R.C. zal altijd bereid zijn tot samenwerking en wij hopen, dat deze samenwerking in de naaste toekomst weer tot stand zal komen.
Pas in het seizoen 1998/99 van de Derde klasse was HFC Helder weer de bovenliggende partij, wanneer HRC een snelle sportieve neergang kende. De rivaliteit kwam opmerkelijk ten einde wanneer HFC Helder zich in 2001 met rivaal HRC fuseerde tot FC Den Helder.

## Lijst van hoofdtrainers
Lijst is incompleet, evenals een aantal gegevens.
- 1926–1928  John Leavey
- 1928–1929  James McPherson
- 1929–1930  James Moore
- 1933–1935  Herman Reitsma
- 1935–1940  John Leavey
- 1945–1952  John Leavey

- 1952–1960  Piet van de Munnik
- 1960–1962  Arie Otten
- 19??–19??  Vic Fransen
- 19??–19??  Arie Rottier
- 1984–1986?  Klaas Bijl
- 1986–1987  Joep Steur

- 1987–1992  Ab Vreeker
- 1992–1994  Wiebrand Top
- 1994–199?  Michel Lieshout
- 1989–1990?  Wim Kwakman
- ????–2001 Willem Roomeijer

## Bekende (oud-)spelers
| - Jeffrey Androg - Klaas Bijl - Joop Boltendal - Jan ten Braak - Hans de Vries - Mark de Vries | - Gert-Jan Duif - Jos Dukers - Maurice van Ham - Brutil Hosé - Joop van der Maas - Chima Onyeike | - Tristan Ooms - Ron Schreuder - Bert van der Poppe - Marcel Veerman - Sieme Zijm |

Opgeheven: VV Atlas · HVV Batavier · AFC Concordia · Heldersche Boys · HFC Helder · HRC · MLD · OKK · FC Pellor · RKHV Geel-Wit · SHBS · SV Sparta · VV Victori · SV Watervogels · WGW